# فکر میکنی اون عنی (گوز)
«فکر میکنی اون عنی (گوز)» (به انگلیسی: Think U the Shit (Fart)) ترانه‌ای از رپر آمریکایی آیس اسپایس می‌باشد که در ۲۶ ژانویهٔ سال ۲۰۲۴ از سوی تن‌کا پراجکتس و کپیتال رکوردز به‌عنوان تک‌آهنگ اصلی نخستین آلبوم وی تحت عنوان وای۲کی! منتشر گردید. این ترانه توسط خود وی با رایت‌یواس‌دی سنتتیک و ونی نوشته و تهیه شده‌است. ورایتی این ترانه را فهرست بدترین ترانه‌های سال ۲۰۲۴ قرار داده‌است.